# 남자들이 모르는 은밀한 것들
《남자들이 모르는 은밀한 것들》(Secret Things, 프랑스어: Choses Secretes)은 프랑스에서 제작된 장-클로드 브리소 감독의 2002년 드라마 영화이다. 코랄리 르벨 등이 주연으로 출연하였고 장-클로드 브리소 등이 제작에 참여하였다.

## 출연

### 주연
- 코랄리 르벨
- 사브리나 세이베쿠

### 조연
- 로저 멀몬트
- 파브리스 데빌
- 블런딘 버리
- 올리비에 솔러

## 기타
- 미술: 마리아 루이자 가르시아
- 의상: Monique Proville
- 의상: 마리아 루이자 가르시아